# Chiesa dell'Assunzione della Vergine Maria (Ústí nad Labem)
La chiesa dell'Assunzione della Vergine Maria (in ceco Kostel Nanebevzetí Panny Marie) è il luogo di culto che si trova in piazza Kostelní a Ústí nad Labem, comune del Distretto di Ústí nad Labem, nella omonima regione, Repubblica Ceca. La parrocchia appartiene alla diocesi di Litoměřice, suffraganea dell'arcidiocesi di Praga. La sua costruzione risale al XIV secolo e viene considerata un monumento culturale nazionale. Una delle caratteristiche che la rende unica è la sua torre campanaria pendente.

## Storia

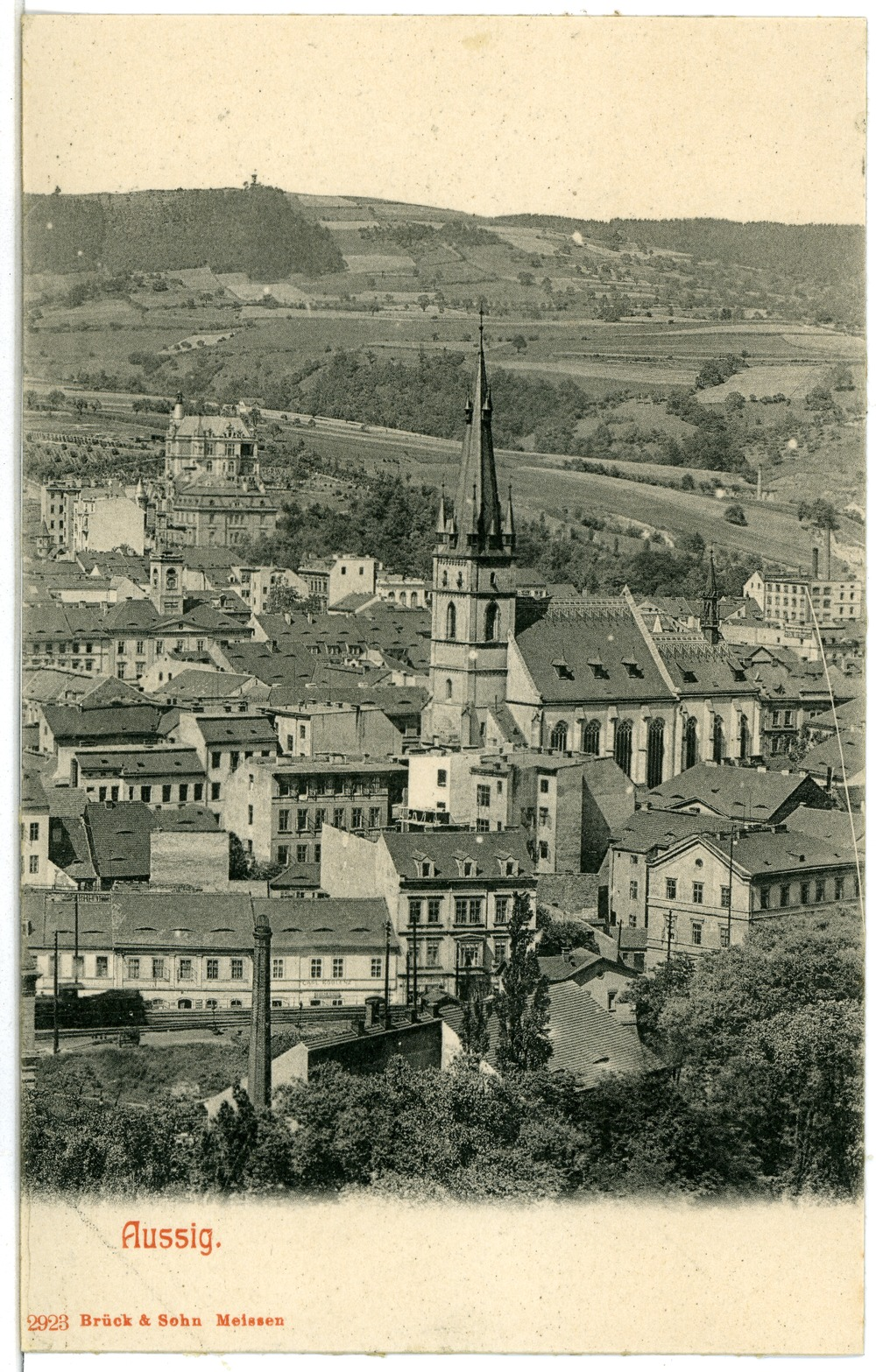
La chiesa dell'Assunzione della Vergine Maria in una foto del 1903

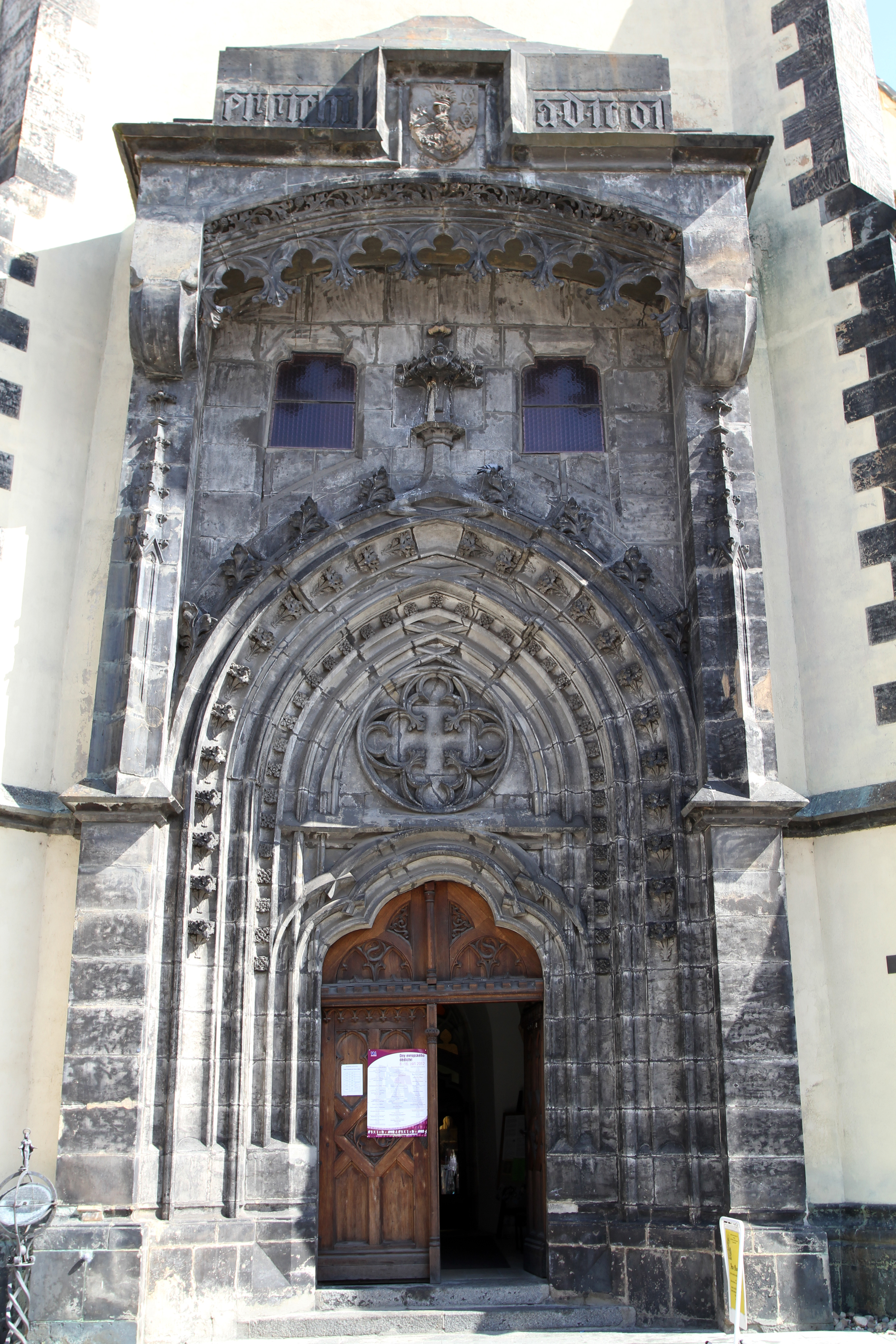
Grande e monumentale portale gotico sulla facciata della chiesa

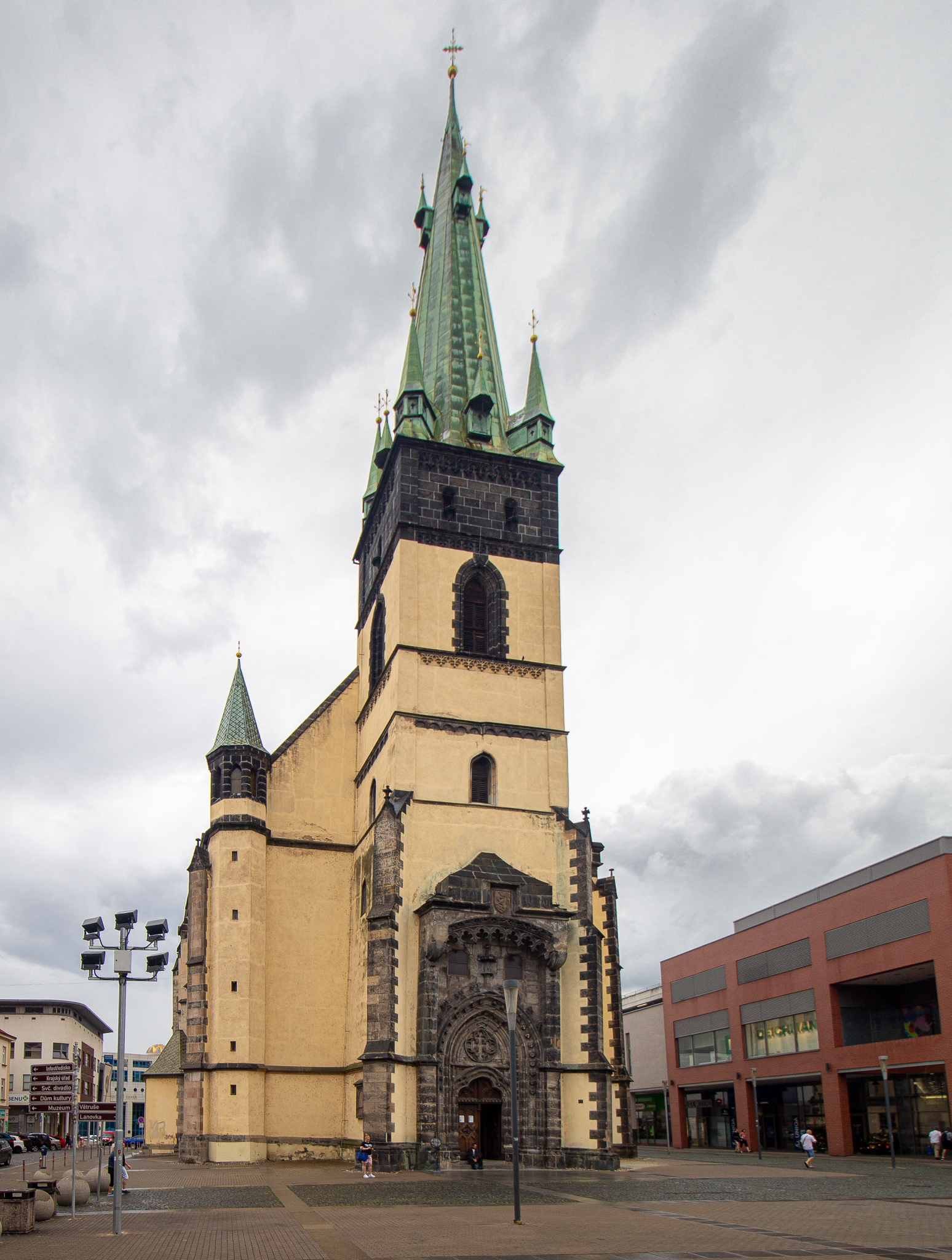
Facciata con torre campanaria della chiesa dell'Assunzione della Vergine Maria

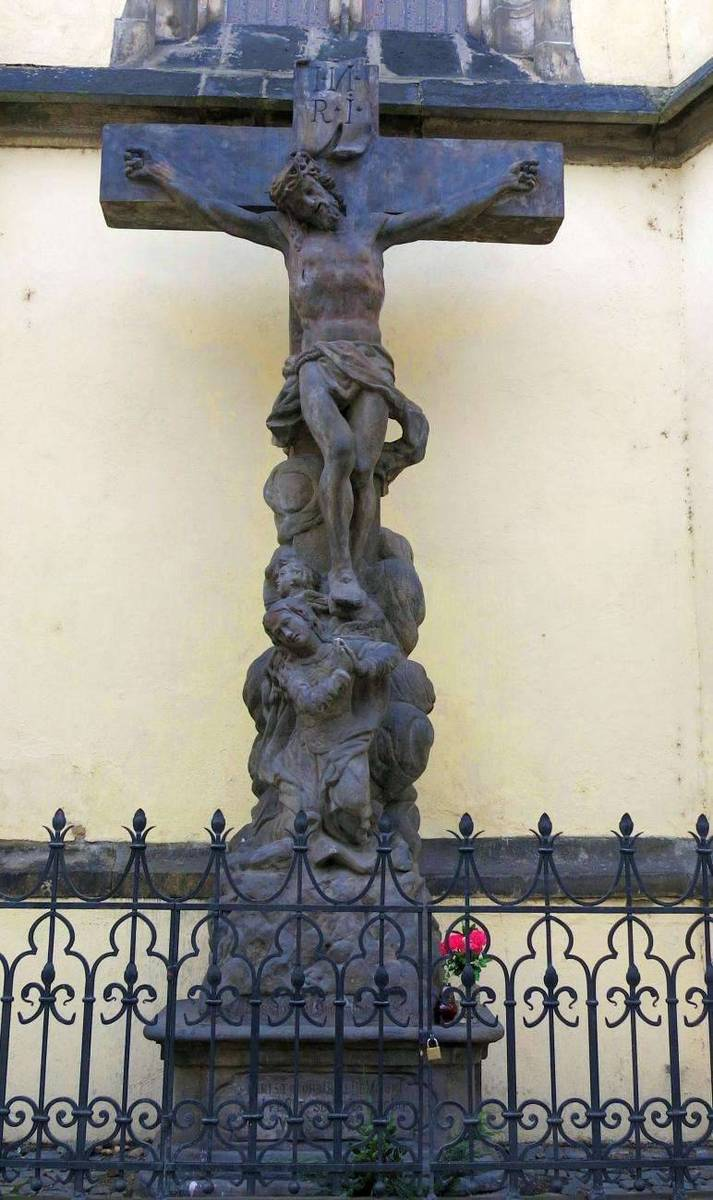
Croce barocca in pietra con Maria Maddalena inginocchiata posta esternamente all'edificio

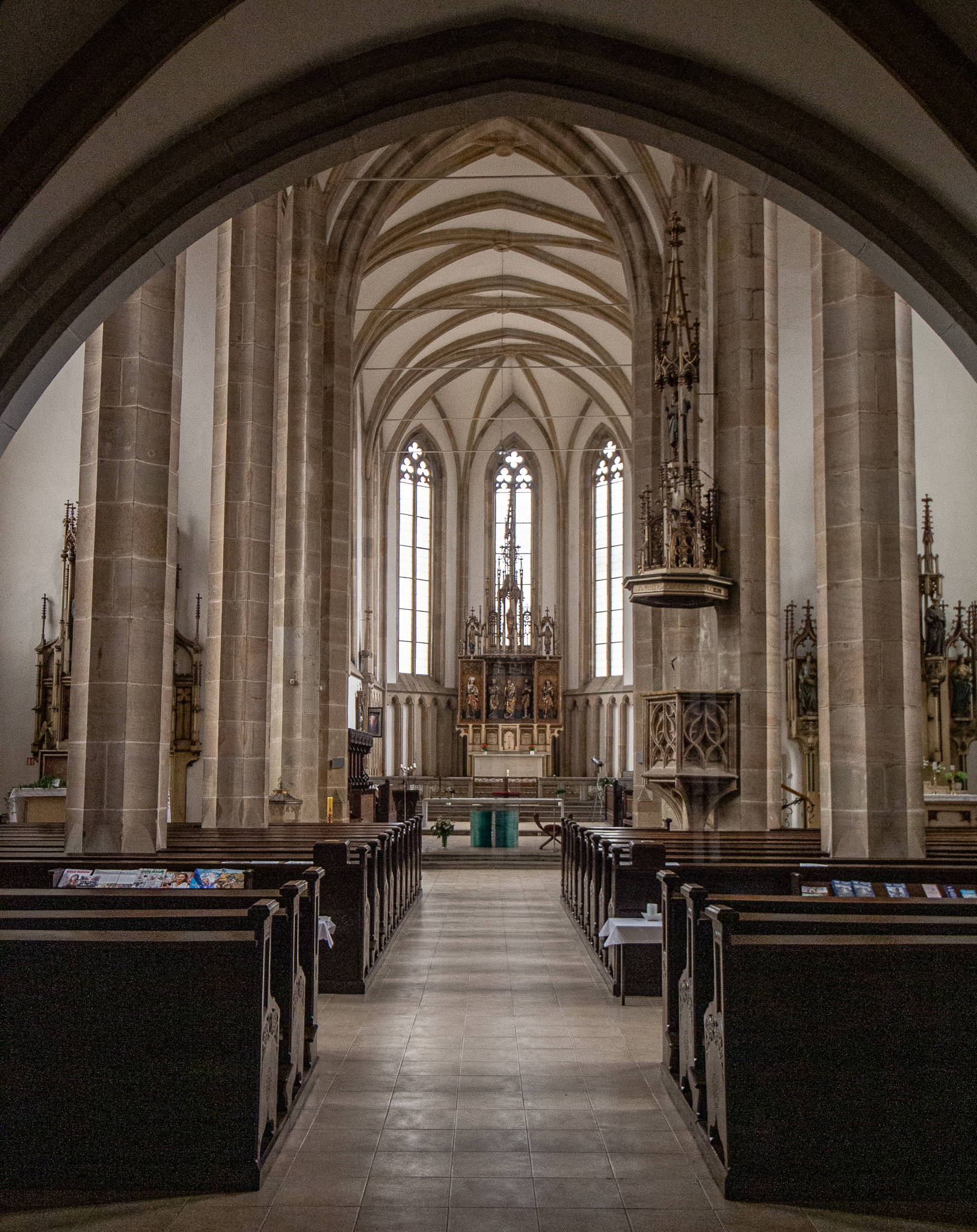
Interno della sala

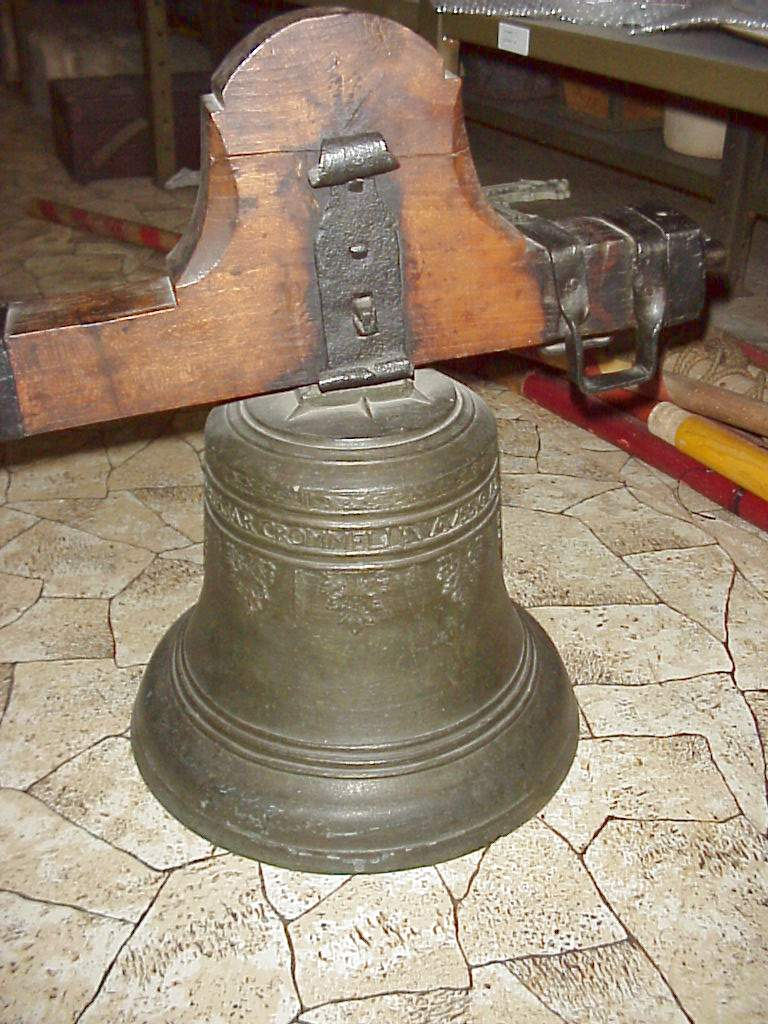
Campana fusa da Jan Baltazar Crommel, campanaro tedesco attivo tra XVII e XVIII secolo, attivo principalmente nella Boemia settentrionale, in particolare anche a Ústí nad Labem

Il primo insediamento locale situato alla confluenza dei fiumi Elba e Bílina venne documentato a partire dal X secolo e probabilmente si trovava intorno al sito dove poi venne edificata la chiesa di Sant'Adalberto. Tale posizione era conveniente dal punto di vista delle rotte commerciali e questo permise al centro abitato di ottenere i diritti di città già tra il 1233 e il 1249 da Venceslao I di Boemia. Un documento del 1249 attesta l'esistenza all'epoca di due chiese le quali probabilmente sono la succitata chiesa di Sant'Adalberto e quella dell'Assunzione della Vergine Maria. Nel 1300 la città venne considerata fortificata e successivamente fu saccheggiata e distrutta durante le guerre con gli hussiti. La città venne poi nuovamente fortificata entro il 1538 ma ancora, durante la guerra dei trent'anni, fu danneggiata in modo significativo. L'adattamento gotico della chiesa più antica è legato all'incendio della città e al suo restauro prima del 1325. Durante le guerre hussite la chiesa fu gravemente danneggiata, il campanile e anche la navata furono distrutti. Il suo restauro iniziò solo nel 1452 e i necessari restauri durarono fino al 1530. Nel 1538 la chiesa venne incendiata insieme alla città. Il restauro della chiesa alla fine del XIX secolo fu progettato dagli architetti della Boemia settentrionale Josef Mocker e Anton Weber. Durante la prima guerra mondiale parte delle campane furono requisite per scopi bellici. Nel 1945, verso la fine della seconda guerra mondiale, la città subì un pesante bombardamento aereo alleato e la chiesa venne ancora una volta gravemente danneggiata. Le modifiche alla struttura della sua torre campanaria risalgono alle opere di ricostruzione che ne seguirono.

## Descrizione
Si tratta probabilmente del monumento cittadino più importante di Ústí nad Labem, conservato con numerosi dettagli architettonici e accessori interni di grande valore nonostante numerose modifiche strutturali e una ricostruzione neogotica all'inizio del XIX secolo. L'edificio è strettamente legato alla storia della città dalla sua fondazione.

### Esterni
La chiesa dell'Assunzione della Vergine Maria è un edificio gotico che si trova nella zona centrale di Ústí nad Labem, comune della omonima regione nella Repubblica Ceca. Mostra tradizionale orientamento verso est. La parte più antica che si conserva della struttura è probabilmente il suo campanile nel quale è stato ritrovato un fregio ad arco (poi sostituito da una sua copia), che potrebbe essere di origine romanica. Durante la ricostruzione del XIX secolo il tetto del tempio fu cambiato da tetto a tenda a tetto a due falde e la torre fu rinnovata. L'uscita originaria avveniva tramite una scala posta sulla parete sud della torre. Una sagrestia bassa è accostata alla parete meridionale del presbiterio. La chiesa è nota per la sua torre pendente e questo è legato ai bombardamenti alleati che hanno colpito le adiacenze dell'edificio nel 1945 e gli abitanti del luogo pensarono a lungo che sarebbe caduta. La pendenza da allora venne monitorata ma intanto sono state messe in atto misure per la sua sicurezza e stabilità e la torre è stata cementata e fissata staticamente.
Tra i contrafforti esterni della chiesa si trova la grande croce barocca in pietra con il corpo di Cristo vegliato da Maria Maddalena inginocchiata ai suoi piedi e risalente all'inizio del XVIII secolo. Il piedistallo è a pianta rettangolare con massicce scanalature e sul lato anteriore è presente un'iscrizione in un ampio campo rettangolare. La scultura è posta sul piedistallo con una roccia stilizzata, su cui è inginocchiata Maria Maddalena con le mani giunte con espressione sofferente in una lunga veste. Il suo volto è rivolto a sinistra e guarda i visitatori mentre la sua schiena è rivolta alla croce. Le mani di Cristo sono inchiodate alla trave verticale della croce e la sua testa è inclinata verso sinistra coperta da una corona di spine. Il corpo di Cristo è raffigurato con notevole naturalismo.

### Interni
La sala è alta e stretta, suddivisa in tre navate con un lungo presbiterio a base poligonale. Riceve luce dalle grandi finestre altre e strette e la copertura interna è con volta a crociera.

### Monumento culturale della Repubblica Ceca
La tutela dei monumenti della Repubblica Ceca considera la chiesa dell'Assunzione della Vergine Maria a Ústí nad Labem un monumento culturale tutelato col numero di catalogo 1000155220. Oggetto di tutela sono la chiesa con la sua torre capanaria e la statua raffigurante il Crocifisso posta all'esterno.